# Taraxacum grossum
Taraxacum grossum — вид квіткових рослин з родини айстрових (Asteraceae). Вид зростає в Європі: Швейцарія, Австрія, Польща, Італія; це багаторічна рослина помірних біомів.